# Melanagromyza viridissima
Melanagromyza viridissima är en tvåvingeart som beskrevs av Spencer 1959. Melanagromyza viridissima ingår i släktet Melanagromyza och familjen minerarflugor. Inga underarter finns listade i Catalogue of Life.